# Eupterote auriflua
Eupterote auriflua är en fjärilsart som beskrevs av Moore 1884. Eupterote auriflua ingår i släktet Eupterote och familjen Eupterotidae. Inga underarter finns listade i Catalogue of Life.